# 豊岡梅ヶ島林道

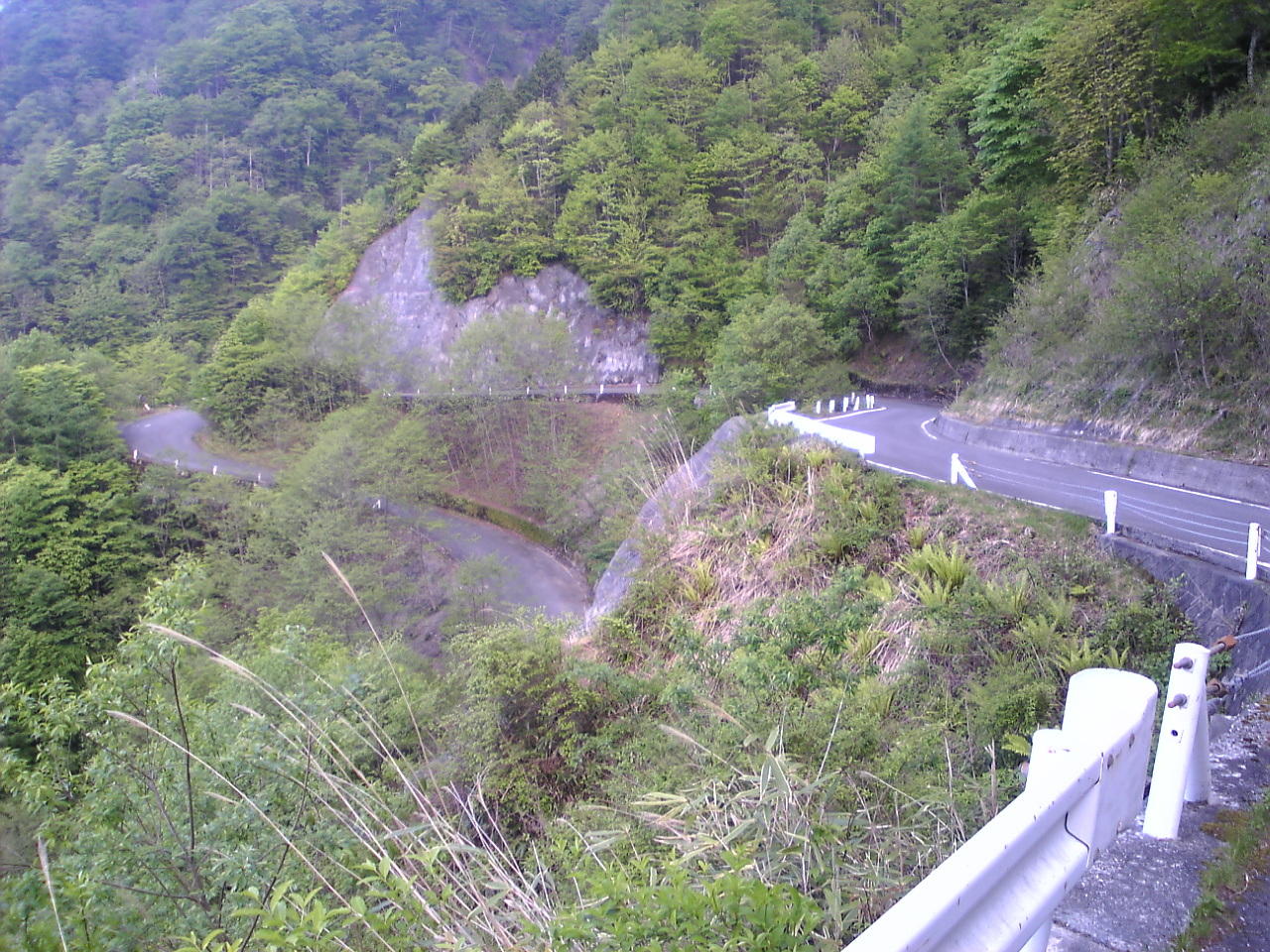
山梨県側（2010年6月）

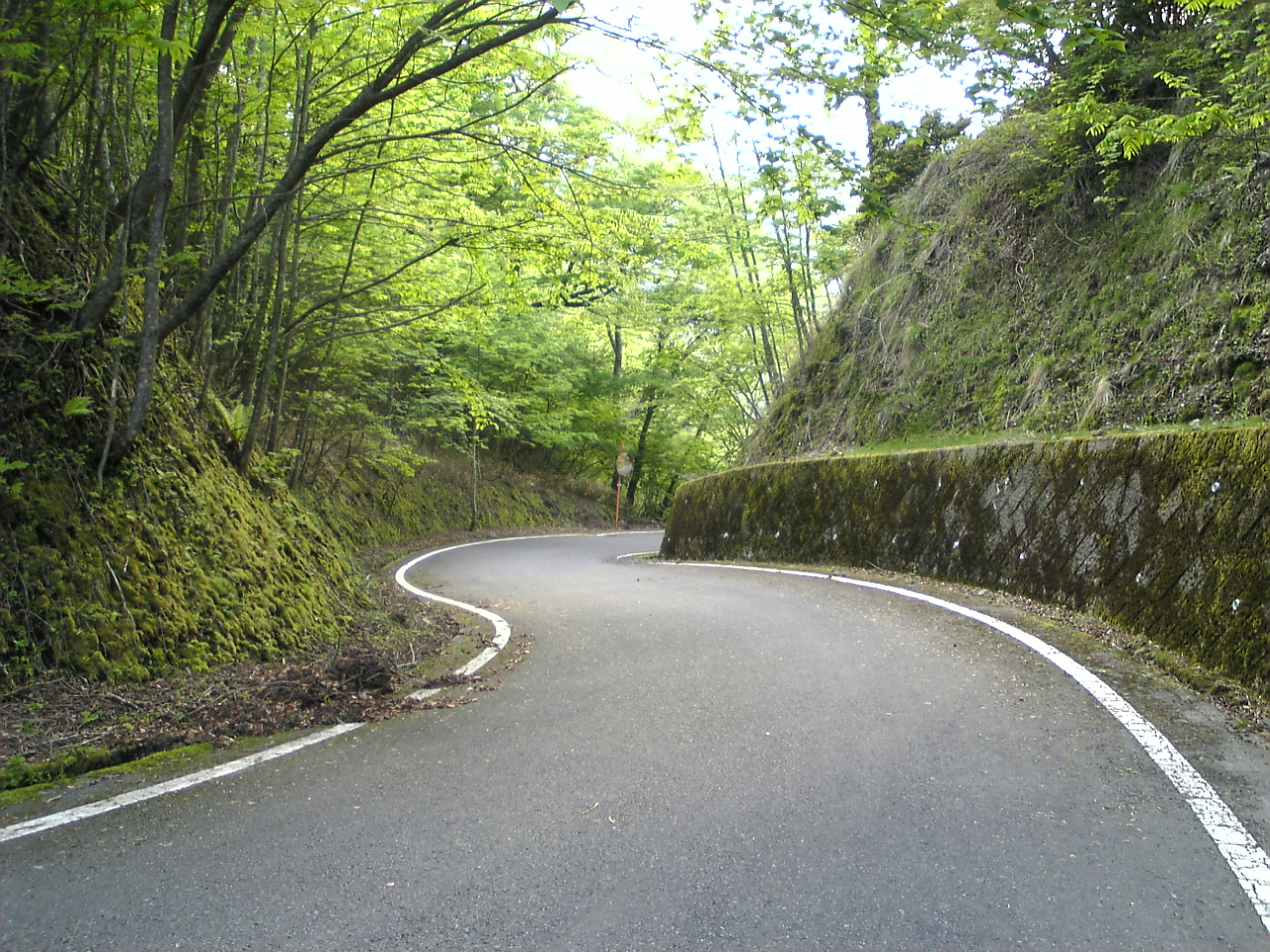
切り通し（2010年6月）

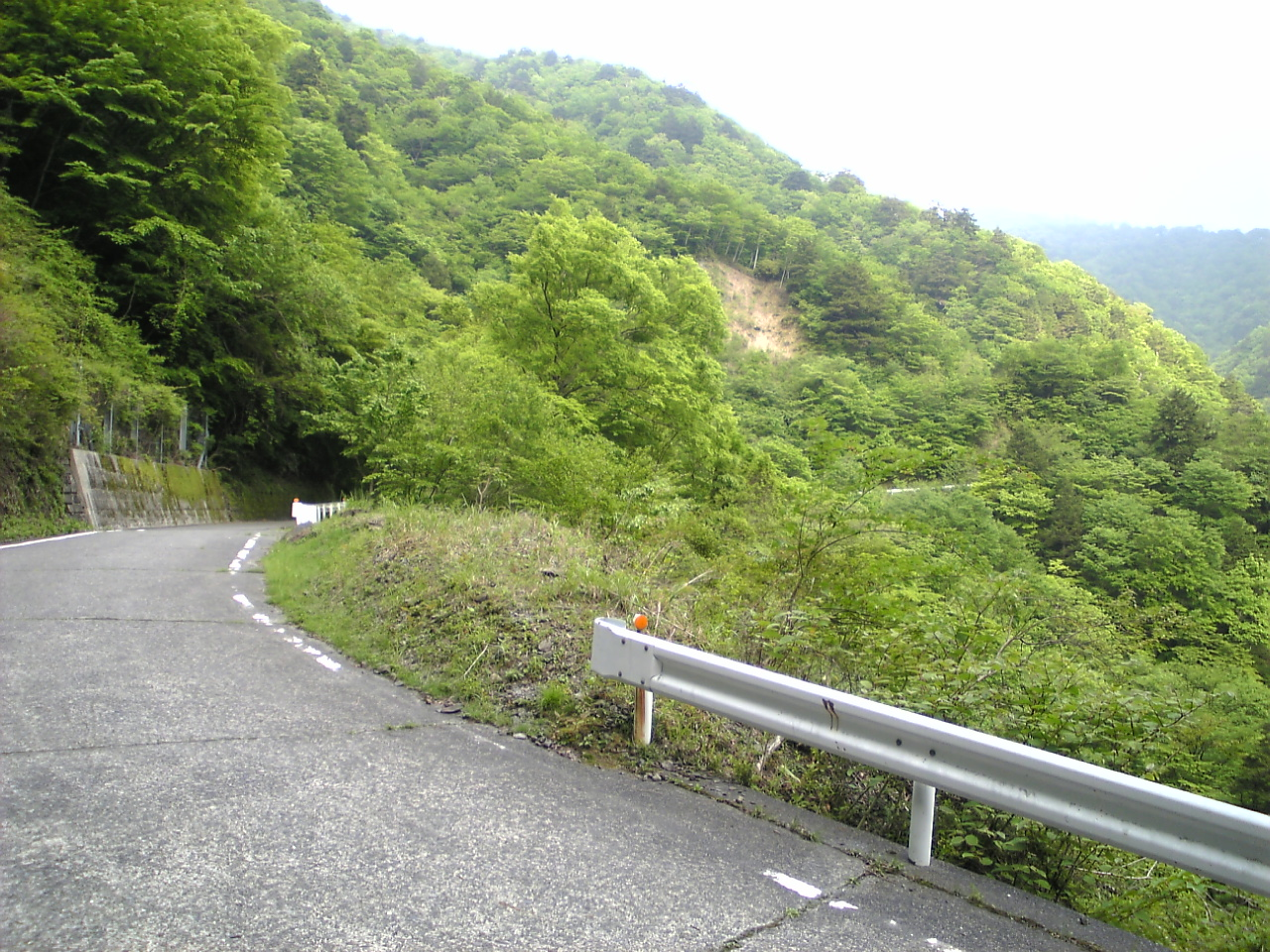
静岡県側（2010年6月）

豊岡梅ヶ島林道（とよおかうめがしまりんどう）は、山梨県南巨摩郡身延町大城から静岡県静岡市葵区梅ヶ島を結ぶ林道である。山梨県・峡南林務環境事務所および静岡市・商工部が管理する。
総延長約22kmであり、赤石山脈の白峰南嶺南端の安倍峠によって両県を結ぶ。静岡県側の終点は安倍川の源流にあたる梅ヶ島温泉であるが、全線を通して狭隘な道が続くため、アクセス路として用いられることは少ない。
舗装化されており、頂上部には林道開通の記念碑が建つ。
2011年（平成23年）に発生した台風15号による大雨のため、法面崩落や路肩決壊があり、山梨県側の大部分で通行止めとなった。2018年（平成30年）10月19日に7年ぶりに全面開通したが、翌2019年（令和元年）の東日本台風（台風19号）で再び土砂崩れが起き、両県側とも大部分が通行止めとなっている。2024年3月時点において、静岡市では2026年度中の復旧を目指している。

## 接続路線
- 山梨県道808号大城小田船原線（山梨県側）
- 静岡県道29号梅ケ島温泉昭和線（静岡県側）

## 脚註
1. ↑  “【保存版】林道豊岡梅ヶ島線の情報”.   梅ヶ島温泉公式サイト (2018年10月18日). 2018年10月20日時点のオリジナルよりアーカイブ。2018年10月19日閲覧。
2. ↑  “【保存版】林道豊岡梅ヶ島線の情報”. 梅ヶ島温泉公式サイト (2019年10月14日). 2023年1月6日閲覧。
3. ↑  “山梨側の林道について”. 梅ヶ島温泉公式サイト (2021年5月12日). 2023年1月6日閲覧。
4. ↑  “林道豊岡梅ヶ島線通行止めについて”.   静岡市 (2024年3月19日). 2025年1月4日閲覧。